# كنائة (حبيش)

تعديل مصدري - تعديل

كنائة محلة تابعة لقرية القشائي، التابعة لعزلة ربع ظلمة بمديرية حبيش إحدى مديريات محافظة إب في الجمهورية اليمنية، بلغ تعداد سكانها 154 حسب تعداد اليمن لعام 2004.